# Édith Brayer
Pour les articles homonymes, voir Brayer.
Edith Brayer, née le 12 décembre 1913 à Paris (17e arrondissement) et morte le 22 décembre 2009 dans le 10e arrondissement, est une philologue française.

## Biographie
Entrée à l'École nationale des chartes en 1935, elle y soutient en 1940 une thèse sur la « Somme le roi » de frère Laurent. Après avoir remplacé André Vernet comme secrétaire général de l'École, elle est nommée membre de l'École française de Rome, mais ne rejoint ce poste qu'en 1946. La même année, elle rejoint Jeanne Vielliard à l'Institut de recherche et d'histoire des textes pour créer un laboratoire destiné à l'étude des textes en langue d'oc et d'oïl. Elle passe sa vie professionnelle au sein de cet institut : en 1941, elle est directrice de la section romane, et devient ensuite sous-directrice de l'Institut de 1964 à 1978. Malgré les nombreux travaux qu'elle effectue, en particulier la rédaction de milliers de notices et l'analyse de manuscrits, elle fait preuve d'humilité jusqu'à la fin de sa vie,.

« Service du bien commun, générosité et modestie sont les maîtres-mots de sa carrière. Elle a offert aux chercheurs les découvertes qu’elle n’exploitait pas elle-même; elle a largement prêté et même donné des copies de sa thèse inédite à ceux qui souhaitaient utiliser le texte de frère Laurent. »

— Marie-Laure Savoye, Anne-Françoise Leurquin-Labie, Jean-Baptiste Lebigue and Maria Carer, Codicologie et langage de la norme dans les statuts de la Méditerranée occidentale à la fin du Moyen Âge (XIIe – XVe siècles) = Codicologia e linguaggio normativo negli statuti del Mediterraneo occidentale alla fine del Medioevo (XII-XV sec.) - Varia - Regards croisés
Le catalogue des manuscrits français et occitans de la Bibliothèque vaticane auquel elle contribue lui permet d'être reconnue de ses pairs, et c'est ainsi qu'elle est officier des Palmes académiques en 1959, médaillée d'argent du CNRS en 1976 dans la Section XXXVI – Études linguistiques et littéraires françaises, musicologie, et Chevalier de l'ordre du Mérite de la République fédérale d'Allemagne en 1979,.
Sa thèse d'École des chartes est publiée en décembre 2008,.

### Publications
- Le Cartulaire de l'abbaye de Cellefrouin, Paris, 1942, 52 p.
- Un manuel de confession en ancien français conservé dans un manuscrit de Catane (no tome 59), 1947, Mélange de l'École française de Rome éd., 59 p. (lire en ligne), p. 155-195
- Notice de manuscrit (extrait de l'ouvrage Mélanges dédié à la mémoire de Félix Grat), Paris, Bibliothèque Nationale, 1949, p. 223-250
- Le chansonnier provençal de Sienne (tiré du Recueil de travaux offert à M. Clovis Brunel), Paris, 1955, p. 209-226
- Contenu, structure et combinaisons du "Miroir du Monde" et de la "Somme le Roi", t. LXXIX (Romania), 1959, p. 1-38 et p. 433- 470
- Livres d’heures contenant des textes en français, t. 12 (dans Bulletin d’information de l’IRHT), 1963, p. 31-102
- Notice du manuscrit 574 de la Bibliothèque municipale de Cambrai, suivie d’une édition des sermons français de Pierre d’Ailly, t. XLVIII (dans Notices et extraits des manuscrits de la Bibliothèque nationale et autres bibliothèques), 1964
- Catalogue des textes liturgiques et des petits genres religieux, vol. VI, t. 1 (dans Grundriss der romanischen Literaturen des Mittelalters), Heidelberg, 1970, p. 19-53

- (fro) Frère Laurent, La somme, le roi, France, Edith Brayer et Anne-Françoise Leurquin-Labie, 2008 (1re éd. entre 842 - 1400), 591 p. (ISBN 2-906867-04-7)[8]

## Distinctions
1959 :  Officier de l'ordre des Palmes académiques
1976 : médaille d'argent du CNRS
1979 :  Chevalier de l'ordre national du Mérite
2009 : prix de la Grange de l'Académie des inscriptions et belles lettres, avec Anne-Françoise Leurquin-Labie pour leur édition de la « Somme le roi » de Frère Laurent.